# Движение неприсоединения
Движе́ние неприсоедине́ния (англ. Non-Aligned Movement) — международная организация, объединяющая 121 государство мира на принципах неучастия в военных блоках (под которыми на момент основания организации подразумевались, прежде всего, Организация Североатлантического договора и Организация Варшавского договора.

## История
Созданию Движения предшествовали Бандунгская конференция 1955 года, трёхсторонние консультации Иосипа Броза Тито, Гамаля Абдель Насера и Джавахарлала Неру в 1956 году, а также поездка Тито по странам Азии и Африки в начале 1961 года на корабле «Галеб».
Движение неприсоединения официально создано на Белградской конференции в сентябре 1961 года.
В апреле 1987 года на Фиджи в результате победы на выборах в парламент к власти пришла оппозиционная коалиция, которую возглавлял Т. Бавадра. Хотя страна входила в возглавляемое Великобританией Содружество наций, программа нового правительства предусматривала более последовательное проведение политики нейтралитета (официальное присоединение к движению неприсоединения и законодательный запрет на прибытие в порты страны иностранных кораблей с ядерным оружием на борту). 14 мая 1987 года военные (лидером которых являлся подполковник С. Рабука) совершили военный переворот и заменили правительство.
С января 2024 года движение насчитывает 121 государство, в том числе 1 европейское — Беларусь (являющаяся, однако, членом военной организации ОДКБ), 37 азиатских, 54 африканских, 26 американских, 3 океанических.
Статус наблюдателей имеют 18 стран: Аргентина, Армения, Босния и Герцеговина, Бразилия, Казахстан, Кыргызстан, Китай, Коста-Рика, Мексика, Парагвай, Россия, Сальвадор, Сербия, Таджикистан, Украина, Уругвай, Хорватия, Черногория. Такой же статус имеют 9 международных и 2 национально-освободительных организации: ООН, АСЕАН, Африканский союз, Всемирный совет мира, Лига арабских государств, Организация исламского сотрудничества, ОСНАА, Содружество наций (секретариат), Южный центр, Канакский социалистический фронт народного освобождения (Новая Каледония), Новое движение за независимость Пуэрто-Рико.
Все международно признанные африканские государства являются членами Движения. Все международно признанные южно- и центрально-американские государства, а также азиатские (за исключением Грузии, Кипра, Японии, Южной Кореи, Турции и Израиля) являются членами либо наблюдателями Движения.
Из всех стран Северной Америки, Европы и Океании, членами Движения являются только Вануату, Папуа — Новая Гвинея, Фиджи и Беларусь, а наблюдателями — только Босния и Герцеговина, Сербия, Хорватия, Черногория, Россия и Украина.

## Проблема принятия решений
Несмотря на то, что основная идея Движения неприсоединения — отказ от участия в военных блоках, перед участниками Движения регулярно встаёт необходимость выработки общей позиции по тем или иным конфликтам. В большинстве случаев в Движении нет единства в подходах относительно конфликтов.
Например, на Каирской конференции 1964 года камнем преткновения стало желание присутствовать на ней пробельгийского политика из Демократической Республики Конго Моиза Чомбе. Некоторые страны (Нигерия, Либерия, Сенегал и Того) выступали за допуск Чомбе, тогда как другие государства (например, Югославия) были против. Большинством голосов было отказано Чомбе в допуске на конференцию. Хотя Чомбе прилетел в Каир, он не смог принять участие в конференции.
События последнего десятилетия в мировой геополитике стали причиной различных отношений и подходов к одним и тем же проблемам со стороны стран — участниц Движения, чего не наблюдалось ещё в недалёком прошлом. Существуют как страны — сторонники каких-то революционных изменений и политических процессов на Ближнем Востоке, так и противники. Всё это — разделение и разные подходы — отражается на работе саммитов Движения неприсоединения.
Так, в 2012 году на саммите Движения неприсоединения в Тегеране разразился египетско-сирийский скандал, вызванный выступлением президента Египта Мохаммеда Мурси, во время которого делегация Сирии покинула зал заседаний. Египетский лидер охарактеризовал правительство Сирии как «репрессивное» и призвал к мирному установлению демократического режима в этой стране, а иранский дипломат предложил свою страну в качестве миротворца.

## Страны-члены
1. Азербайджан[11]
2. Алжир
3. Ангола
4. Антигуа и Барбуда
5. Афганистан
6. Багамские Острова
7. Бангладеш
8. Барбадос
9. Бахрейн
10. Белиз
11. Беларусь
12. Бенин
13. Боливия
14. Ботсвана
15. Бруней
16. Буркина-Фасо
17. Бурунди
18. Бутан
19. Вануату
20. Венесуэла
21. Восточный Тимор
22. Вьетнам
23. Габон
24. Гаити
25. Гайана
26. Гамбия
27. Гана
28. Гватемала
29. Гвинея
30. Гвинея-Бисау
31. Государство Палестина
32. Гондурас
33. Гренада
34. Джибути
35. Доминика
36. Доминиканская Республика
37. Египет
38. Замбия
39. Зимбабве
40. Индия
41. Индонезия
42. Иордания
43. Ирак
44. Иран
45. Йемен
46. Кабо-Верде
47. Камбоджа
48. Камерун
49. Катар
50. Кения
51. КНДР
52. Колумбия
53. Коморы
54. Демократическая Республика Конго
55. Республика Конго
56. Кот-д’Ивуар
57. Куба
58. Кувейт
59. Лаос
60. Лесото
61. Либерия
62. Ливан
63. Ливия
64. Маврикий
65. Мавритания
66. Мадагаскар
67. Малави
68. Малайзия
69. Мали
70. Мальдивы
71. Марокко
72. Мозамбик
73. Монголия
74. Мьянма
75. Намибия
76. Непал
77. Нигер
78. Нигерия
79. Никарагуа
80. ОАЭ
81. Оман
82. Пакистан
83. Панама
84. Папуа — Новая Гвинея
85. Перу
86. Руанда
87. Сан-Томе и Принсипи
88. Саудовская Аравия
89. Сейшельские Острова
90. Сенегал
91. Сент-Винсент и Гренадины
92. Сент-Китс и Невис
93. Сент-Люсия
94. Сингапур
95. Сирия
96. Сомали
97. Судан
98. Суринам
99. Сьерра-Леоне
100. Таиланд
101. Танзания
102. Того
103. Тринидад и Тобаго
104. Тунис
105. Туркменистан
106. Уганда
107. Узбекистан
108. Фиджи
109. Филиппины
110. ЦАР
111. Чад
112. Чили
113. Шри-Ланка
114. Эквадор
115. Экваториальная Гвинея
116. Эритрея
117. Эсватини
118. Эфиопия
119. ЮАР
120. Южный Судан[5]
121. Ямайка

## Наблюдатели
1. Аргентина
2. Армения
3. Босния и Герцеговина
4. Бразилия
5. Казахстан
6. Кыргызстан
7. Китай
8. Коста-Рика
9. Мексика
10. Парагвай
11. Россия[7][8]
12. Сальвадор
13. Сербия
14. Таджикистан
15. Украина
16. Уругвай
17. Хорватия
18. Черногория

## Бывшие члены
1. Аргентина (1973—1991)
2. Кипр (1961—2004)
3. Мальта (1973—2004)
4. Северный Йемен (1961—1990)
5. Югославия (1961—1992)
6. Южный Йемен (1970—1990)

## Председатели
На каждом саммите движения избирается председатель. Координационное бюро, также базирующееся в ООН, является основным инструментом для руководства работой целевых групп, комитетов и рабочих групп движения.
| Изображение | Председатель                           | Страна              | Партия                                          | Начало полномочий | Конец полномочий |
| ----------- | -------------------------------------- | ------------------- | ----------------------------------------------- | ----------------- | ---------------- |
|             | Йосип Броз Тито (1892—1980)            | Югославия           | Союз коммунистов Югославии                      | 1961              | 1964             |
|             | Гамаль Абдель Насер (1918—1970)        | ОАР                 | Арабский социалистический союз                  | 1964              | 1970             |
|             | Кеннет Каунда (1924—2021)              | Замбия              | Объединённая партия национальной независимости  | 1970              | 1973             |
|             | Хуари Бумедьен (1932—1978)             | Алжир               | Революционный совет                             | 1973              | 1976             |
|             | Уильям Гопаллава (1896—1981)           | Шри-Ланка           | Беспартийный                                    | 1976              | 1978             |
|             | Джуниус Ричард Джаявардене (1906—1996) | Шри-Ланка           | Объединённая национальная партия                | 1978              | 1979             |
|             | Фидель Кастро (1926—2016)              | Куба                | Коммунистическая партия Кубы                    | 1979              | 1983             |
|             | Нилам Санджива Редди (1913—1996)       | Индия               | Джаната                                         | 1983              | 1983             |
|             | Заил Сингх (1916—1994)                 | Индия               | Индийский национальный конгресс                 | 1983              | 1986             |
|             | Роберт Мугабе (1924—2019)              | Зимбабве            | ЗАНУ—ПФ                                         | 1986              | 1989             |
|             | Янез Дрновшек (1950—2008)              | Югославия           | Союз коммунистов Югославии                      | 1989              | 1990             |
|             | Борисав Йович (1928—2021)              | Югославия           | Социалистическая партия Сербии                  | 1990              | 1991             |
|             | Степан Месич (род. 1934)               | Югославия           | Хорватское демократическое содружество          | 1991              | 1991             |
|             | Бранко Костич (1939—2020)              | Югославия           | Демократическая партия социалистов Черногории   | 1991              | 1992             |
|             | Добрица Чосич (1921—2014)              | Сербия и Черногория | Беспартийный                                    | 1992              | 1992             |
|             | Сухарто (1921—2008)                    | Индонезия           | Голкар                                          | 1992              | 1995             |
|             | Эрнесто Сампер (род. 1950)             | Колумбия            | Колумбийская либеральная партия                 | 1995              | 1998             |
|             | Андрес Пастрана Аранго (род. 1954)     | Колумбия            | Колумбийская консервативная партия              | 1998              | 1998             |
|             | Нельсон Мандела (1918—2013)            | ЮАР                 | Африканский национальный конгресс               | 1998              | 1999             |
|             | Табо Мбеки (род. 1942)                 | ЮАР                 | Африканский национальный конгресс               | 1999              | 2003             |
|             | Махатхир Мохамад (род. 1925)           | Малайзия            | Объединённая малайская национальная организация | 2003              | 2003             |
|             | Абдулла Ахмад Бадави (род. 1939)       | Малайзия            | Объединённая малайская национальная организация | 2003              | 2006             |
|             | Фидель Кастро (1926—2016)              | Куба                | Коммунистическая партия Кубы                    | 2006              | 2008             |
|             | Рауль Кастро (род. 1931)               | Куба                | Коммунистическая партия Кубы                    | 2008              | 2009             |
|             | Хосни Мубарак (1928—2020)              | Египет              | Национально-демократическая партия              | 2009              | 2011             |
|             | Мохамед Хуссейн Тантави (1935—2021)    | Египет              | Беспартийный                                    | 2011              | 2012             |
|             | Мохаммед Мурси (1951—2019)             | Египет              | Партия свободы и справедливости                 | 2012              | 2012             |
|             | Махмуд Ахмадинежад (род. 1956)         | Иран                | Союз строителей исламского Ирана                | 2012              | 2013             |
|             | Хасан Рухани (род. 1948)               | Иран                | Партия сдержанности и развития                  | 2013              | 2016             |
|             | Николас Мадуро (род. 1962)             | Венесуэла           | Единая социалистическая партия                  | 2016              | 2019             |
|             | Ильхам Алиев (род. 1961)               | Азербайджан         | Новый Азербайджан                               | 2019              | 2024             |
|             | Йовери Мусевени (род. 1944)            | Уганда              | Движение национального сопротивления            | 2024              |                  |

## Конференции

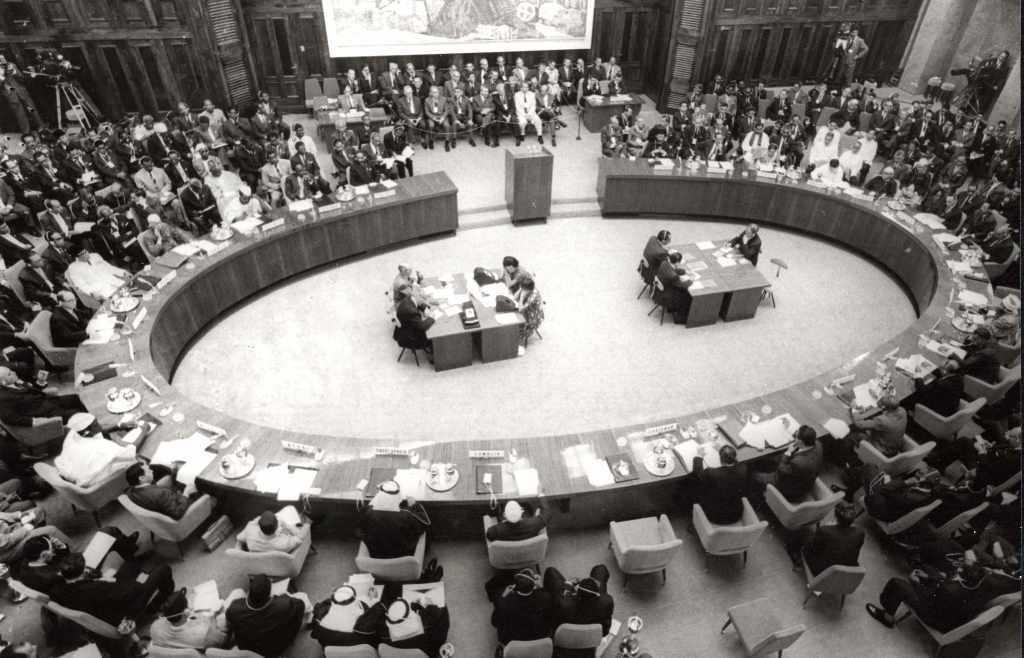
1-й саммит, Белград, 1961 год.

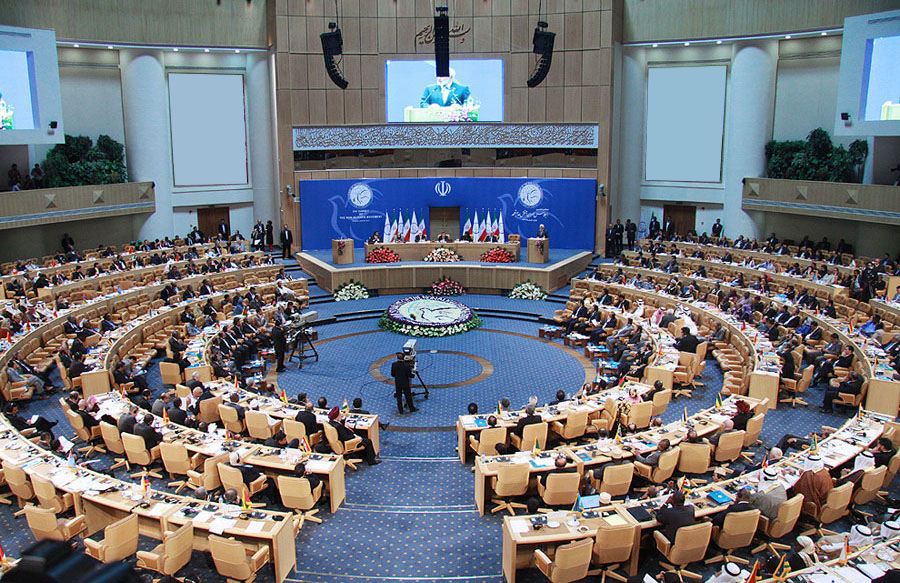
16-й саммит, Тегеран, 2012 год

Конференция глав государств и правительств неприсоединившихся стран, часто называемая Саммитом Движения неприсоединения, является основным собранием в рамках движения и проводится каждые несколько лет. Страна — хозяин очередной конференции в лице главы государства или правительства становится председателем Движения на очередные три года.
|    | Дата                | Страна      | Город         | Девиз |
| -- | ------------------- | ----------- | ------------- | --- |
| 1  | 1-6 сентября 1961   | Югославия   | Белград       | |
| 2  | 5-10 октября 1964   | ОАР         | Каир          | |
| 3  | 8-10 сентября 1970  | Замбия      | Лусака        | |
| 4  | 5-9 сентября 1973   | Алжир       | Алжир         | |
| 5  | 16-19 августа 1976  | Шри-Ланка   | Коломбо       | |
| 6  | 3-9 сентября 1979   | Куба        | Гавана        | |
| 7  | 7-12 марта 1983     | Индия       | Нью-Дели      | |
| 8  | 1-6 сентября 1986   | Зимбабве    | Хараре        | |
| 9  | 4-7 сентября 1989   | Югославия   | Белград       | |
| 10 | 1-6 сентября 1992   | Индонезия   | Джакарта      | |
| 11 | 18-20 октября 1995  | Колумбия    | Картахена     | |
| 12 | 2-3 сентября 1998   | ЮАР         | Дурбан        | |
| 13 | 20-25 февраля 2003  | Малайзия    | Куала-Лумпур  | |
| 14 | 15-16 сентября 2006 | Куба        | Гавана        | |
| 15 | 11-16 июля 2009     | Египет      | Шарм-эль-Шейх | Международная солидарность ради мира и развития                                                                  |
| 16 | 26-31 августа 2012  | Иран        | Тегеран       | Прочный мир через совместное глобальное управление                                                               |
| 17 | 13-18 сентября 2016 | Венесуэла   | Порламар      | Мир, суверенитет и солидарность во имя развития                                                                  |
| 18 | 25-26 октября 2019  | Азербайджан | Баку          | Соблюдение Бандунгских принципов для обеспечения согласованного и адекватного ответа на вызовы современного мира |
| 19 | 15-20 января 2024   | Уганда      | Кампала       | Углубление сотрудничества для общего глобального благосостояния                                                  |

Между встречами на высшем уровне проводятся различные министерские встречи. Некоторые из них являются специализированными, например, встреча на тему «Межконфессиональный диалог и сотрудничество во имя мира», состоявшаяся в Маниле, Филиппины, 16—18 марта 2010 года. Каждые три года проводится Генеральная конференция министров иностранных дел. Самые последние из них были проведены на Бали, Индонезия, 23—27 мая 2011 года, и в Алжире, Алжир, 26—29 мая 2014 года.
5—6 сентября 2011 года в Белграде Движение неприсоединения отметило своё 50-летие.
4 мая 2020 года по инициативе председателя Движения неприсоединения президента Азербайджана Ильхама Алиева в формате Контактной группы посредством видеоконференции начал работу Саммит на тему «Мы вместе против COVID-19», посвящённый борьбе с коронавирусом.
Движение неприсоединения отметило своё 60-летие в Белграде 11—12 октября 2021 года.

## Парламентская сеть Движения неприсоединения
28 ноября 2021 года в Мадриде с участием 200 делегатов от 50 государств учреждена Парламентская сеть Движения неприсоединения.
С момента создания Парламентской сети прошло три конференции. Первая, учредительная, конференция состоялась в Мадриде в ноябре 2021 года. Вторая конференция прошла в марте 2023 года в столице Бахрейна Манаме. Третья конференция состоялась 26 марта 2024 года в Женеве, Швейцария.
Третья конференция была посвящена теме «Активизация парламентской деятельности в борьбе с изменением климата». По итогам конференции принята Женевская декларация.
Парламентская сеть получила статус наблюдателя при ТюркПА и Парламентской ассамблее Черноморского экономического сотрудничества.
26 марта 2024 года ИСЕСКО получила статус наблюдателя при Парламентской сети. Всего четыре международные организации являются наблюдателями при Парламентской сети.
Планируется формирование Бюро и постоянных комитетов Парламентской сети.
Подписан меморандум о взаимопонимании с Международной конференцией азиатских политических партий. 22 марта 2024 года подписан меморандум о взаимопонимании между Парламентской сетью и Межпарламентским союзом.